# Rhododendron verticillatum
Rhododendron verticillatum är en ljungväxtart som beskrevs av Low och John Lindley. Rhododendron verticillatum ingår i släktet rododendron, och familjen ljungväxter. Utöver nominatformen finns också underarten R. v. velutinum.